# František Kavalír (sklář)
František Kavalír (též Kavalier, 21. července 1796 Krasoňovice – 1. července 1853 Praha) byl český podnikatel a továrník, zakladatel a majitel sázavských skláren Kavalierglass, které řídil téměř až do své smrti. Podnik provozovaný od roku 1837 se posléze stal jedním z předních výrobců skla v českých zemích.

## Život

### Mládí
Narodil se v Krasoňovicích u Zbraslavic nedaleko Kutné Hory do rodiny skláře Václava Kavalíra. Otec postupně pracoval ve sklářských hutích v Slavětíně, Loukově a Krasoňovicích, posléze se s rodinou přestěhoval do Těchobuzi. Zde se František vyučil sklářem.

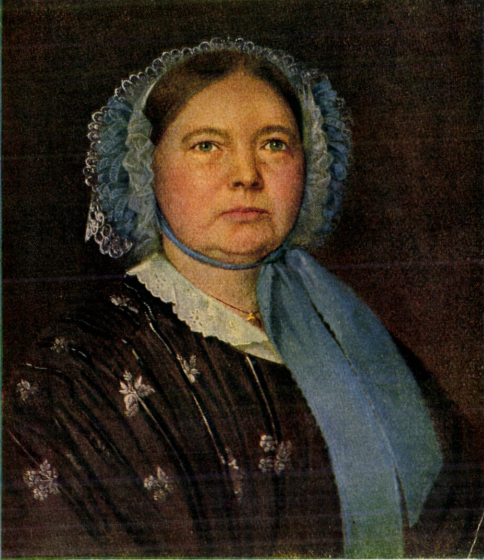
Manželka Antonie Kavalírová (malba V. Govice z roku 1856)

### Manželství
V Těchobuzi se seznámil s Antonií Adlerovou, dcerou zdejšího skláře, se kterou se roku 1821 oženil a založili společně rodinu. Podnikavý František si posléze zřídil živnost k zasklívání oken. Roku 1828 se Kavalírovi kvůli osobním sporu Františka v těchobuzské huti přestěhovali do Pohledu nedaleko Německého Brodu. Zde se však výroba skla nedařila, Kavalírovi se tak okolo roku 1830 přestěhovali do Ostředku poblíž Benešova, kde František stal nájemcem sklárny.
Roku 1834 dostal nabídku postavit sklárnu v Sázavě na zdejším panství, která byla dokončena v letech 1835 až 1837 poblíž mlýna Na Kácku, kde následně Kavalírovi žili. Postupně se stal úspěšným sklářským podnikatelem, výrobky sázavské huti a skláren Kavalír se vyznačovala mimořádnou chemickou kvalitou skla, stejně jako pokročilým zpracováním. Roku 1847 uveřejnil německý odborný časopis Annalen für Chemie und Pharmazie první zahraniční rozbor a posudek, a to právě Kavalírova sázavského skla.
V posledních letech života trpěl František bolestivými otoky kloubů, kvůli kterým se roku 1852 přestěhoval do Prahy, kde o něj pečoval rodinný lékař MUDr. Staněk.

### Úmrtí
František Kavalír zemřel roku 1853 v Praze. Pohřben byl v rodinném hrobě na hřbitově v Sázavě. Jeho ostatky byly později přeneseny do majestátní rodinné hrobky vybudované na témže hřbitově pro rodinu Kavalírů roku 1876.
Po jeho smrti převzal řízení závodu dvaadvacetiletý syn Josef, který z obchodních důvodů změnil rodinné příjmení na podobu Kavalier. Značka rodinného podniku Kavalier úspěšně přetrvala i v dalších desetiletích až do 21. století.

### Rodinný život
Se svou manželkou Antonií počal celkem 13 dětí, osm synů a pět dcer. Jeho prvorozený syn Josef zemřel jako dvouletý. Poté se narodila dcera Antonie, která se stala matkou pěti dcer – Františkova vnučka Marie se vdala za Josefa Václava Sládka, vnučka Božena Fridová za bratra Jaroslava Vrchlického, Bedřicha Fridu.
Dcera Anna se provdala za někdejšího studentského vůdce Josefa Václava Friče, jednu z předních osobností tehdejšího českého vlasteneckého života, a posléze politického exulanta. 
Syn František byl během revolučních událostí v Rakousku v letech 1848 až 1849 v souvislosti s tzv. Májovým spiknutím uvězněn a odsouzen na doživotí, trest si pak odpykával až do amnestie roku 1854 v pevnosti v Komárně v Uhrách. To bylo pro jeho otce těžkou psychickou ranou.
Synové Josef a Eduard převzali po otci sklárnu, Eduard pak založil vlastní sklárnu Nová Sázava v Bezvěrově na Plzeňsku. Další syn Karel se stal lékařem. 
Manželka Antonie Kavalírová se stala autorkou populární knihy memoárů Paměti babičky Kavalírové, poprvé vydané až 60 let po její smrti. Pro vydání v Topičově edici v roce 1940 ji ilustrovala její pravnučka, malířka Pavla Fořtová-Šámalová.